# Đầy tháng
Đầy tháng là thời điểm, theo quan niệm dân gian Việt Nam, đứa trẻ được vừa tròn một tháng sau sinh. Trong ngày đầy tháng, thường các gia đình làm lễ cúng đầy tháng và làm cỗ mời họ hàng khách khứa để mừng cho cháu bé đã qua thời trứng nước, đồng thời cũng là thời điểm mẹ của cháu bé (sản phụ) kết thúc giai đoạn kiêng khem ở cữ.